# Bunuri mobile din domeniul documente clasate în patrimoniul cultural național al României aflate în județul Teleorman
Acestă listă conține bunurile mobile din domeniul documente clasate în Patrimoniul cultural național al României aflate la momentul clasării în județul Teleorman.

## Tezaur
| Foto | Informații generale                                                     | Detalii tehnice                                                                    | Descriere | Deținător                             | Legături |
| ---- | ----------------------------------------------------------------------- | ---------------------------------------------------------------------------------- | --- | ------------------------------------- | -------- |
|      | Hrisov emis de Alexandru Dimitrie Ghica Autor: Alexandru Dimitrie Ghica | Datare: 4 septembrie 1840 Dimensiuni: 39,7x27,3 cm Material: pergament cu filigran | Hrisovul a fost emis de către domnitorul Țării Românești Alexandru Ghica pe data de 4 septembrie 1840, cu ocazia întemeierii orașului Alexandria. Este scris cu caractere chirilice și poartă semnătura domnitorului și a marelui logofăt al dreptății Barbu Știribei. Sunt 45 de articole care stabilesc modul de așezare al locuitorilor, sumele plătite pentru locurile de casă, obligațiile și drepturile fiecăruia; modul de alegere al epitropilor care urmau să conducă orașul, atribuțiile acestora; sunt specificate locurile în care se vor comercializa produsele, zilele de târg. Hrisovul prezintă tranșe aurite, iar în finalul documentului câteva cuvinte sunt întărite prin aurire. | Muzeul Județean Teleorman, Alexandria | Cimec    |
|      | Act de înființare a orașului Alexandria Autor: Alexandru Dimitrie Ghica | Datare: 1 iulie 1834 Dimensiuni: 36x24,8 cm Material: pergament cu filigran        | Ecstrucția Alexandriei era pentru noul oraș echivalentul unei constituții. În primul rând se făcea referire la partea politică, adică cum aveau să fie aleși conducătorii-epitropi, atribuțiile acestora, timpul mandatului; partea administrativă, construcțiile, unde și când se țineau târgurile; partea socială, cine și în ce condiții se putea așeza în noul oraș liber. Documentul în cauză conține 6 filr, din care 4 scrise pe ambele fețe. Ecstrucția orașului Alexandria este scris în alfabetul de tranziție, atât cu slove cât și cu litere. Foaia de hârtie, pe care s-a scris de mână, cu tuș negru, este de format A3.                                                               | Muzeul Județean Teleorman, Alexandria | Cimec    |